# Compsobuthus sindicus
Espèce
Compsobuthus sindicus est une espèce de scorpions de la famille des Buthidae.

## Distribution
Cette espèce est endémique du Sind au Pakistan. Elle se rencontre vers Nagar Parkar.

## Description
Le mâle holotype mesure 30,0 mm et la femelle paratype 33,5 mm.

## Étymologie
Son nom d'espèce lui a été donné en référence au lieu de sa découverte, le Sind.

## Publication originale
- Kovařík & Ahmed, 2011 : « Compsobuthus sindicus sp. n. from Pakistan (Scorpiones: Buthidae). » Euscorpius, no 108, p. 1-3 (texte intégral).